# Wincenty Kowalski
Wincenty Kowalski, poljski general, * 1892, † 1984.